# Csákány
Csákány ist eine ungarische Gemeinde im Kreis Marcali im Komitat Somogy.

## Geografische Lage
Csákány liegt 45 Kilometer nordwestlich des Komitatssitzes Kaposvár, 12 Kilometer südwestlich der Kreisstadt Marcali und 18 Kilometer südlich des südwestlichen Randes des Balaton. Nachbargemeinden sind Szőkedencs, Somogyzsitfa, Nemesvid und Zalakomár.

## Geschichte
Csákány wurde 1389 erstmals urkundlich erwähnt. Im Jahr 1913 gab es in der damaligen Kleingemeinde 114 Häuser und 781 Einwohner auf einer Fläche von 2803 Katastraljochen. Sie gehörte zu dieser Zeit zum Bezirk Marczal im Komitat Somogy. 

## Sehenswürdigkeiten
- Gedenksäule (Emlékoszlop), aus Holz geschnitzt
- Römisch-katholische Kirche Nagyboldogasszony, erbaut 1815 im  barocken Stil
- Szentháromság-Säule, erschaffen 1913 von Károly Welk

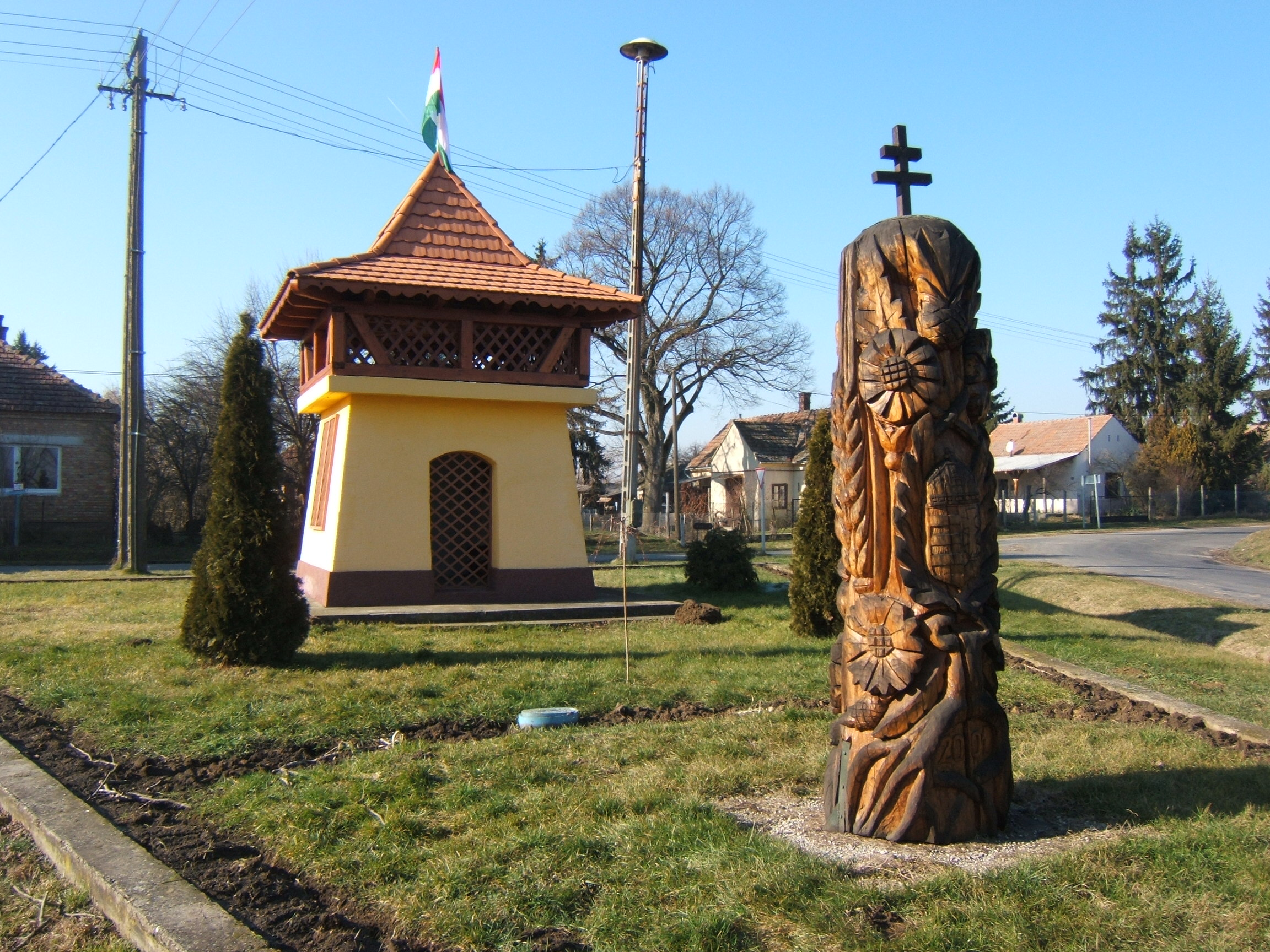
Gedenksäule